# لنا ویلیامز
لنا ویلیامز (انگلیسی: Lenae Williams؛ زادهٔ ۱۴ ژوئیهٔ ۱۹۷۹) بازیکن بسکتبال اهل ایالات متحده آمریکا است.